# ティンリーパーク (イリノイ州)
ティンリーパーク（Tinley Park）は、アメリカ合衆国イリノイ州のクック郡にある村。人口は5万5971人（2020年）。シカゴの南西40キロメートルに位置している。

## 概要
村の一部はウィル郡に入っている。メトラの駅があり、ラサール・ストリート駅行きの列車が利用できる。
2009年、雑誌ブルームバーグ ビジネスウィークはティンリーパークを「アメリカで最も住みやすい街」と評価した。

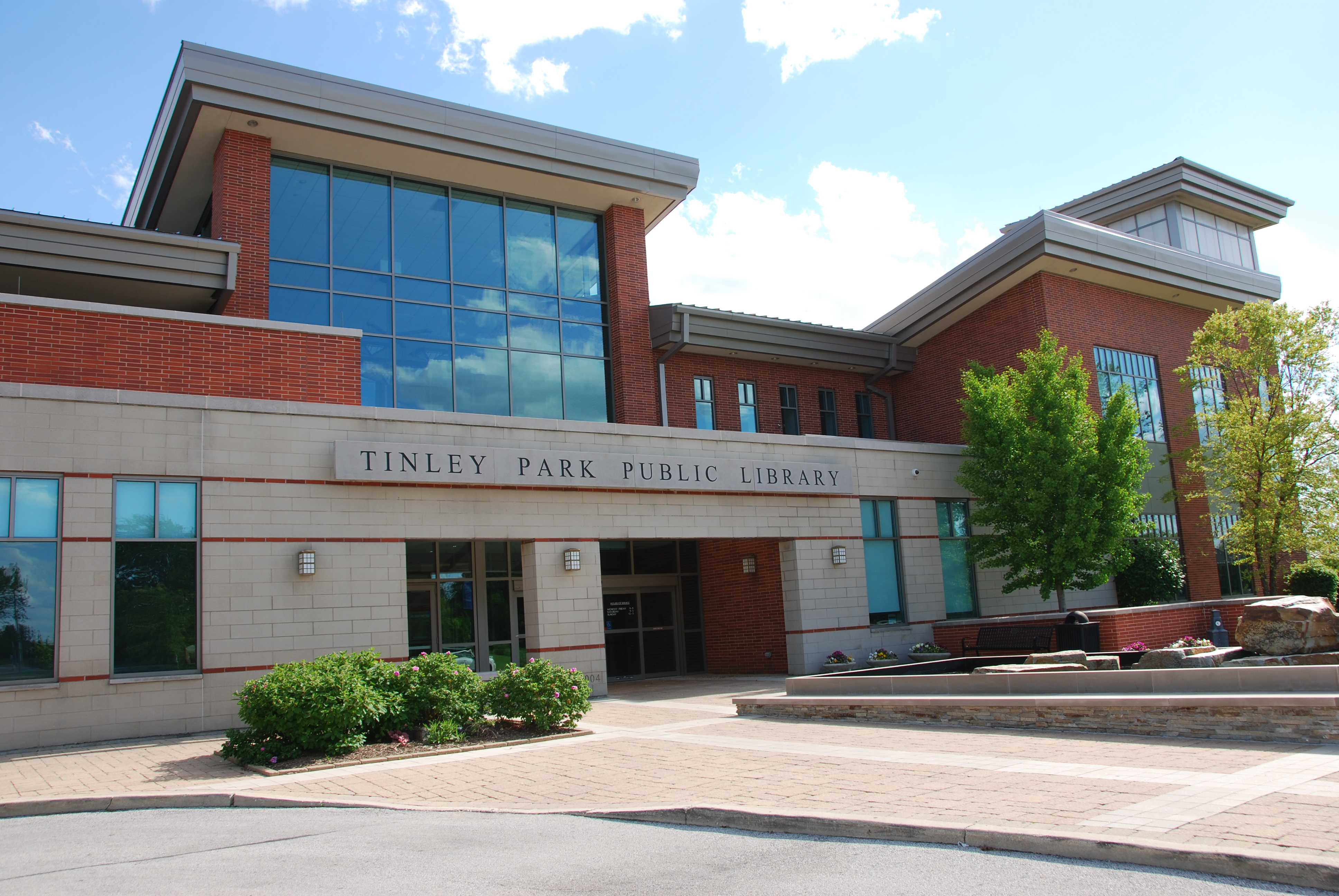
ティンリーパーク図書館